# Pseudobalistes fuscus
Pseudobalistes fuscus es una especie de peces de la familia Balistidae en el orden de los Tetraodontiformes.

## Morfología
Pueden llegar alcanzar los 55 cm de longitud total.

## Distribución geográfica
Se encuentra desde las  costas del Mar Rojo hasta las de Durban (Sudáfrica), las de las Islas de la Sociedad, sur del Japón, sur de la Gran Barrera de Coral y Nueva Caledonia.